# Bøverbru
Bøverbru este o localitate din comuna Vestre Toten, provincia Oppland, Norvegia, cu o suprafață de 0,67 km² și o populație de 774 locuitori (2013).